# Simon Sollier
Simon Joseph Auguste Sollier (Parigi, 6 aprile 1890 – Villers-sur-Coudun, 1º luglio 1955) è stato un calciatore francese, di ruolo difensore.

## Carriera

### Club
Ha militato dal 1908 al 1911 nel Club Athlétique de Vitry.
Con il club di Vitry-sur-Seine Sollier vinse due edizioni del Championnat de France de football FCAF nel 1910 e 1911.

### Nazionale
Venne convocato nella nazionale di calcio francese, con cui disputò cinque incontri amichevoli.
Esordì in nazionale il 22 maggio 1909, nell'incontro amichevole contro una selezione amatoriale dell'Inghilterra che si imposero per 11-0 contro i Galletti.
L'ultimo match con la casacca dei blues è datato 1º gennaio 1911, nella sconfitta francese per 3-0 con l'Ungheria.

## Statistiche

### Cronologia presenze e reti in Nazionale[2]
| Cronologia completa delle presenze e delle reti in nazionale ― Francia | Cronologia completa delle presenze e delle reti in nazionale ― Francia | Cronologia completa delle presenze e delle reti in nazionale ― Francia | Cronologia completa delle presenze e delle reti in nazionale ― Francia | Cronologia completa delle presenze e delle reti in nazionale ― Francia | Cronologia completa delle presenze e delle reti in nazionale ― Francia | Cronologia completa delle presenze e delle reti in nazionale ― Francia | Cronologia completa delle presenze e delle reti in nazionale ― Francia |
| Data                                                                   | Città                                                                  | In casa                                                                | Risultato                                                              | Ospiti                                                                 | Competizione                                                           | Reti                                                                   | Note                                                                   |
| ---------------------------------------------------------------------- | ---------------------------------------------------------------------- | ---------------------------------------------------------------------- | ---------------------------------------------------------------------- | ---------------------------------------------------------------------- | ---------------------------------------------------------------------- | ---------------------------------------------------------------------- | ---------------------------------------------------------------------- |
| 22/05/1909                                                             | Gentilly                                                               | Francia                                                                | 0 – 11                                                                 | Inghilterra                                                            | Amichevole                                                             | -                                                                      |                                                                        |
| 03/04/1910                                                             | Gentilly                                                               | Francia                                                                | 0 – 4                                                                  | Belgio                                                                 | Amichevole                                                             | -                                                                      |                                                                        |
| 16/04/1910                                                             | Brighton                                                               | Inghilterra                                                            | 10 – 1                                                                 | Francia                                                                | Amichevole                                                             | -                                                                      |                                                                        |
| 15/05/1910                                                             | Milano                                                                 | Italia                                                                 | 6 – 2                                                                  | Francia                                                                | Amichevole                                                             | -                                                                      |                                                                        |
| 01/01/1911                                                             | Charentonneau                                                          | Francia                                                                | 0 – 3                                                                  | Ungheria                                                               | Amichevole                                                             | -                                                                      |                                                                        |
| Totale                                                                 |                                                                        | Presenze                                                               | 5                                                                      |                                                                        | Reti                                                                   | 0                                                                      |                                                                        |

## Palmarès
- Championnat de France de football FCAF: 2

CA Vitry: 1910, 1911